# 克诺夫出版社
克诺夫出版社（英語：Alfred A. Knopf, Inc.）是老阿尔弗雷德·A·克诺夫和布兰奇·克诺夫於1915年在美国纽约的一家出版社。阿尔弗雷德和布朗什经常出国旅行，二人以出版欧洲、亚洲和拉丁美洲文学出名。1960年公司被兰登书屋收购，兰登书屋又在1998年被贝塔斯曼收购。现在公司是克诺夫-道布尔代出版集团的一部分。公司的标志为联合创始人布朗什·克诺夫在1925年设计的苏俄牧羊犬形象。

## 外部連結
- 官方网站
- Alfred A. Knopf, Inc. Records, 1873-1996 （页面存档备份，存于） at the Harry Ransom Center at the University of Texas at Austin
- The Borzoi 1920: being a sort of record of five years' publishing